# A Bébi bolondos dallamok epizódjainak listája
Ez a lap a Bébi bolondos dallamok című sorozat epizódjait mutatja be.

## Évados áttekintés
| Évad | Évad     | Epizódok | Eredeti sugárzás    | Eredeti sugárzás  |
| Évad | Évad     | Epizódok | Évadpremier         | Évadzárás         |
| ---- | -------- | -------- | ------------------- | ----------------- |
|      | 1        | 38       | 2001. június 3.     | 2003. április 14. |
|      | Tévéfilm | Tévéfilm | 2003. február 11.   | 2003. február 11. |
|      | 2        | 13       | 2004. augusztus 15. | 2006. október 16. |

## Epizódok
| #            | Magyar cím                                                   | Eredeti cím                                                      | Eredeti premier      |
| ------------ | ------------------------------------------------------------ | ---------------------------------------------------------------- | -------------------- |
|              |                                                              |                                                                  |                      |
| ELSŐ ÉVAD    |                                                              |                                                                  |                      |
|              |                                                              |                                                                  |                      |
| 01           | Taz JátékországbanA nagy titok                               | Taz in ToylandA Secret Tweet                                     | 2001. június 3.      |
|              |                                                              |                                                                  |                      |
| 02           | Kényelmi szintKiskacsa úszik                                 | Comfort LevelLike a Duck to Water                                | 2001. július 28.     |
|              |                                                              |                                                                  |                      |
| 03           | IskolaőrületZajok a sötét éjszakában                         | School DazeThings That Go Bugs in the Night                      | 2001. augusztus 24.  |
|              |                                                              |                                                                  |                      |
| 04           | A csokis sütiszörnyetegA kartondoboz                         | The Creature from the Chocolate ChipCard Bored Box               | 2001. szeptember 19. |
|              |                                                              |                                                                  |                      |
| 05           | Idővel újra és újraGyőzzön a legjobb Taz                     | Time and Time AgainMay the Best Taz Win                          | 2001. szeptember 23. |
|              |                                                              |                                                                  |                      |
| 06           | Az enyém!Szekírozó Szilveszter                               | Mine!Sylvester the Pester                                        | 2001. október 3.     |
|              |                                                              |                                                                  |                      |
| 07           | Macska-Taz trófeaKacsa-szörny-kacsa                          | Cat-Taz-TrophyDuck! Monster! Duck!                               | 2001. október 14.    |
|              |                                                              |                                                                  |                      |
| 08           | A bátor kis CsőrikePocsolyaolimpia                           | The Brave Little TweetyThe Puddle Olympics                       | 2002. január 25.     |
|              |                                                              |                                                                  |                      |
| 09           | Pont mint LolaAnyák napi őrület                              | A Lot Like LolaMother's Day Madness                              | 2002. február 2.     |
|              |                                                              |                                                                  |                      |
| 10           | Csenő DodóFogas kérdések                                     | Takers KeepersTo Tell the Tooth                                  | 2002. február 7.     |
|              |                                                              |                                                                  |                      |
| 11           | FelpörgetlekAz első hó                                       | SpinoutSnow Day                                                  | 2002. február 13.    |
|              |                                                              |                                                                  |                      |
| 12           | A kétség árnyékaKarácsony Júliusban                          | Shadow of a DoubtChristmas in July                               | 2002. október 1.     |
|              |                                                              |                                                                  |                      |
| 13           | Bruce NyusziA falkavezér                                     | Bruce BunnyLeader of the Pack                                    | 2002. október 2.     |
|              |                                                              |                                                                  |                      |
| 14           | ViráguralomSzilveszter és a villámlás                        | Flower PowerLightning Bugs Sylvester                             | 2002. október 3.     |
|              |                                                              |                                                                  |                      |
| 15           | MosdókalandJóból is megárt a sok                             | Flush HourI Strain                                               | 2002. október 4.     |
|              |                                                              |                                                                  |                      |
| 16           | Jön az álommanóÖsszeszerelést igényel                        | The Sandman is ComingSome Assembly Required                      | 2002. október 7.     |
|              |                                                              |                                                                  |                      |
| 17           | Fő a tisztaságNem is, de igen                                | All Washed UpDid Not! Did Too!                                   | 2002. október 8.     |
|              |                                                              |                                                                  |                      |
| 18           | Tea és kosárlabdaTaznak tetszik                              | Tea and BasketballTaz You Like It                                | 2002. október 9.     |
|              |                                                              |                                                                  |                      |
| 19           | Együtt a bandaFura fazonok harca                             | Band TogetherWar of the Weirds                                   | 2002. október 10.    |
|              |                                                              |                                                                  |                      |
| 20           | Nagy huppanásokMinden a legnagyobb rendetlenségben           | The Harder They FallBusiness as Unusual                          | 2002. október 11.    |
|              |                                                              |                                                                  |                      |
| 21           | Rongyból van uraságKépes mesekönyv                           | Mr. McStufflesPicture This!                                      | 2002. október 14.    |
|              |                                                              |                                                                  |                      |
| 22           | FodrásztáncGyors tisztítás                                   | Hair Cut-UpsA Clean Sweep                                        | 2002. október 15.    |
|              |                                                              |                                                                  |                      |
| 23           | Dodó csináltaA malac, aki farkast kiáltott                   | Daffy Did It!The Pig Who Cried Wolf                              | 2002. október 16.    |
|              |                                                              |                                                                  |                      |
| 24           | Új macska a városbanA tavasz varázsa                         | New Cat in TownMagic of Spring                                   | 2002. október 17.    |
|              |                                                              |                                                                  |                      |
| 25           | Ki mondta ezt?Akkor miért nem sütnek kalácsot?               | Who Said That?Let Them Make Cake                                 | 2002. október 18.    |
|              |                                                              |                                                                  |                      |
| 26           | Akinek a telefonszáma szól!Müzlis doboz gondok               | For Whom the Toll CallsCereal Boxing                             | 2002. október 28.    |
|              |                                                              |                                                                  |                      |
| 27           | Viselkedj rendesenPetunia, a takarékos malac                 | Mind Your MannersPetunia the Piggy Bank                          | 2002. október 29.    |
|              |                                                              |                                                                  |                      |
| 28           | Program PetuniánakDuzzogó hadjárat                           | Pastime for PetuniaPouting Match                                 | 2002. november 18.   |
|              |                                                              |                                                                  |                      |
| 29           | Sziporkázó kiskacsaTiéd, enyém... és enyém, enyém enyém!     | Wise QuackerYours, Mine... and Mine, Mine, Mine!                 | 2002. november 19.   |
|              |                                                              |                                                                  |                      |
| 30           | Minden megváltozikViselkedj a korodhóz illően                | Loose ChangeAct Your Age                                         | 2002. november 20.   |
|              |                                                              |                                                                  |                      |
| 31           | Ki a nagyi?Az árulkodó                                       | Who's Your Granny?The Tattletale                                 | 2002. november 21.   |
|              |                                                              |                                                                  |                      |
| 32           | A viccelődés komoly dologA baby-gate botrány                 | Yolk's on YouBaby-Gate                                           | 2002. november 22.   |
|              |                                                              |                                                                  |                      |
| 33           | Soha se mondd, hogy sohaElveszett pár kocka                  | Never Say TryPair O' Dice Lost                                   | 2002. december 9.    |
|              |                                                              |                                                                  |                      |
| 34           | Melissa, a hősGondok Larry-vel                               | Melissa the HeroTrouble with Larry                               | 2002. december 16.   |
|              |                                                              |                                                                  |                      |
| 35           | A legkisebb CsőrikeTapsiban a bizadalmunk                    | The Littlest TweetyIn Bugs We Trust                              | 2003. január 4.      |
|              |                                                              |                                                                  |                      |
| 36           | Menő macsekIdő zavarban                                      | Cool for CatsTime Out!                                           | 2003. január 27.     |
|              |                                                              |                                                                  |                      |
| 37           | A fák napjaA rendes és a rendetlen                           | Present TenseThe Neat and the Sloppy                             | 2003. február 18.    |
|              |                                                              |                                                                  |                      |
| 38           | Mesélő fotóalbumMozgás                                       | Tell-a-PhotoMove It!                                             | 2003. április 14.    |
|              |                                                              |                                                                  |                      |
| TÉVÉFILM     |                                                              |                                                                  |                      |
|              |                                                              |                                                                  |                      |
| 39-40        | Húsvéti nyuszi márpedig van!                                 | Baby Looney Tunes' Eggs-traordinary Adventure                    | 2003. február 11.    |
|              |                                                              |                                                                  |                      |
| MÁSODIK ÉVAD |                                                              |                                                                  |                      |
|              |                                                              |                                                                  |                      |
| 41           | És ezek a kismalacok elmentek vásárolniMúzeumi körséta       | These Little Piggies Went to the MarketNow Museum, Now You Don't | 2004. augusztus 15.  |
|              |                                                              |                                                                  |                      |
| 42           | Menjünk ki a baseball mecsreNyomok szerencsés találkozása    | Take Us Out to the BallgameClues Encounters of the Tweety Kind   | 2004. szeptember 23. |
|              |                                                              |                                                                  |                      |
| 43           | Tapsi zsarnokaBicikli dilemma                                | A Bully for BugsThe Wheel Deal                                   | 2004. november 21.   |
|              |                                                              |                                                                  |                      |
| 44           | Ó testvérem, hová tűntél a raktárban?Az influenza börtönében | Oh Brother, Warehouse Art Thou?Flu the Coop                      | 2004. november 28.   |
|              |                                                              |                                                                  |                      |
| 45           | Tapsi a világűrbenBébi bruhaha                               | Blast Off BugsBaby Brouhaha                                      | 2005. január 30.     |
|              |                                                              |                                                                  |                      |
| 46           | Fakunyhó lázHalloween éji rémálom                            | Log Cabin FeverA Mid-Autumn Night's Scream                       | 2005. április 11.    |
|              |                                                              |                                                                  |                      |
| 47           | Ott vagyunk már?Mentsük meg a fahéjunkat                     | Are We There, Yet?Save Our Cinnamon                              | 2005. június 28.     |
|              |                                                              |                                                                  |                      |
| 48           | Fények! Kamera! CsőrikeTapsi a kulisszák mögött              | Lights! Camera! Tweety!Backstage Bugs                            | 2005. december 13.   |
|              |                                                              |                                                                  |                      |
| 49           | Csavard be, mint PetuniaKukuri-kúra                          | Bend it Like PetuniaCock-a-Doodle-Doo-It!                        | 2006. szeptember 5.  |
|              |                                                              |                                                                  |                      |
| 50           | Tévedés!Győzelem, vereség, vagy Dodó                         | Wrong!Win, Lose or Daffy                                         | 2006. szeptember 15. |
|              |                                                              |                                                                  |                      |
| 51           | Myrtle, a teknősNincs jobb egy jó könyvnél                   | A Turtle Named MyrtleThere's Nothing Like a Good Book            | 2006. szeptember 27. |
|              |                                                              |                                                                  |                      |
| 52           | Az eltűnt baba eseteA refluxio börtönében                    | The Dolly VanishesDuck's Reflucks                                | 2006. október 1.     |
|              |                                                              |                                                                  |                      |
| 53           | Büdöske a virágos kertbenTűz van, bébik!                     | Stop and Smell Up the FlowersFirehouse Frolics                   | 2006. október 16.    |